# محمود إبراهيم سلامة
محمود إبراهيم سلامة (1 شعبان 1337 هـ / 1 مايو 1919م - 16 محرم 1439 هـ / 6 أكتوبر 2017م)، خطاط مصري لقب شيخ الخطاطين المعاصرين. عرف «سلامة» كواحد من أبرز الخطاطين العرب، حيث تضمن إنتاجه العديد من الأعمال المتنوعة، كما كتب للعديد من الصحف والمجلات المصرية، وحصد العديد من الجوائز العالمية.

## ولادته ونشأته
ولد في غرة شعبان 1337 هـ الموافق الأول من مايو 1919م بقرية المسلمية التابعة لمدينة الزقازيق بمحافظة الشرقية. تلقى تعليمه الأول في كتاب القرية، ثم التحق عام 1936م بمدرسة تحسين الخطوط الملكية ليتخرج منها ويكون الأول على دفعته عام 1939م، ثم حصل على دبلوم التخصص والتذهيب عام 1941م. التحق بكلية التجارة وتخرج منها عام 1952م.

## أعماله
عمل بمجلة التحرير عام 1953م ثم بجريدة الجمهورية عام 1954م ثم جريدة الشعب عام 1956 ثم عاد إلى جريدة الجمهورية بعد دمج جريدة الشعب بها. والتحق بنقابة الصحافيين عام 1955م وتدرج بالعمل من مسئول قسم الخط بجريدة الجمهورية إلى نائب مدير تحرير عند الإحالة إلى المعاش عام 1979م، ثم انتدب للعمل في ليبيا عام 1973م. ثم تعرف على الأستاذ مصطفى العقاد المخرج العالمي واختياره لكتابة اللوحات الخطية لفيلم الرسالة عام 1976م ثم فيلم عمر المختار عام 1981م.
شرف بكتابة المصحف الشريف ست مرات، طبع أولها برواية قالون بليبيا عام 1983م، والثانية برواية ورش عام 1985م، والمصحفان الثالث والرابع برواية قالون عامي 1988م و 1992م، والمصحفان الخامس والسادس برواية حفص عن عاصم بخط الثلث عامي 2014م و 2016م، وهو الخطاط المصري الوحيد الذي كتب المصحف الشريف بالخط الثلث.

## وفاته وتراثه
وافته المنية مساء يوم الجمعة 16 محرم 1439 هـ الموافق 6 أكتوبر 2017م ونعاه وزير الثقافة المصري حلمي النمنم. وقد حرصت نقابة الصحفيين بيته الأول على تكريمه في عيدها الماسي باعتباره من قدامى أعضائها وعن مجمل أعماله الكثيرة في مجالات مختلفة. كما نال تكريمًا من معهد المخطوطات العربية باعتباره شخصية العام وذلك في يوم المخطِّط العربي الذي أُقيم في يوم الرابع من إبريل عام 2016م. ودار الكتب والوثائق المصرية، احتفت به وبسادس مصحف خطه بخط الثلث، وعملت على تصوير نسخة من هذا العمل المعجز لتكون مرجعًا للأجيال الحالية والقادمة.